# Kolchische Kröte
Die Kolchische Kröte (Bufo verrucosissimus) ist eine Amphibienart aus der Familie der Kröten (Bufonidae).

## Merkmale

### Adulte Kröten
Die Kolchische Kröte ist mit einer Kopf-Rumpf-Länge von 91,5 bis 190 Millimeter bei Weibchen und 70 bis 97 Millimeter bei Männchen eine große Kröte. Sie ähnelt der Erdkröte (Bufo bufo) stark. Unterschiede sind in Körpergröße und -proportionen, der Beschaffenheit der Haut, Färbung, Zungenform und stärkerem Sexualdimorphismus zu finden. Die Männchen besitzen keine Schallblasen. Jeweils der zweite und dritte Zeh besitzt paarige Gelenkhöckerchen (Subartikularhöckerchen). Eine Tarsalfalte ist nicht vorhanden. Auf der Körperoberseite befinden sich ovale und große Warzen, auf der Bauchseite dagegen nur kleine Warzen. Der Rücken ist grau oder hellbraun gefärbt und weist dunkle Flecken auf. Auf den Ohrdrüsen sind Längsbänder vorhanden, die unterschiedlich stark ausgeprägt sind. Der Bauch ist grau oder gelblich gefärbt. Männchen sind viel kleiner als die Weibchen. 

### Gelege, Kaulquappen und Jungtiere
Das Gelege der Kolchischen Kröte besteht aus einer Anzahl von 1.121 bis 10.500 in drei Reihen angeordneten Eiern. Der Laich besteht aus zwei Laichschnüren, welche 3,5 bis 7,5 Zentimeter lang sind. Die Zahnformel der Kaulquappen lautet 1:1+1/3. Die deutlich erkennbaren Lippen ähneln einem Saugnapf. Der obere Schwanzsaum ist hellbraun. Direkt vor der Metamorphose haben die Kaulquappen eine Gesamtlänge von 22 bis 29 Millimeter. Die Kopf-Rumpf-Länge der Jungtiere nach der Metamorphose beträgt 10 bis 23 Millimeter. Sie sind grau-bronzefarben oder orange gefärbt, ihre Ohrdrüsen sind gelblich.

## Vorkommen
Das Verbreitungsgebiet von Bufo verrucosissimus ist der Kaukasus. Im Westkaukasus ist die Art sowohl auf der Nord- als der Südseite des russisch-georgischen Kaukasusgebirges anzutreffen und dringt nach Osten bis Achaldaba an der Kura vor. Isolierte Vorkommen sind aus den Regionen Zaqatala und Talysch in Aserbaidschan bekannt. Unsicher sind Funde vom Ufer des Chrami und aus Grosny, Tschetschenien.
Lebensraum der Art sind Bergwälder (sowohl Nadel-, als auch Misch- und Laubwälder), weiters Waldränder, Gebüsche und Lichtungen. Die Kröte bevorzugt feuchte und schattige Habitate. An Versteckmöglichkeiten werden Löcher und Mulden unter Baumstämmen sowie unter Steinen genutzt. Auch in Astlöchern schief gewachsener Bäume in 1,5 bis 2 Meter über dem Boden wurden Exemplare der Art angetroffen. Die Laichplätze sind klare und schnell oder langsam fließende Gewässer wie Quellen, Bäche oder kleine Flüsse. Hin und wieder werden auch künstliche Gewässer wie Zisternen und Wasserbecken angenommen. Die Populationsdichte von Bufo verrucosissimus liegt bei 70 bis 140 Tieren je Hektar.

## Lebensweise
Die Kolchische Kröte weist eine ähnliche diurnale Aktivität wie die Erdkröte auf. Aktivitätsmaxima im Sommer liegen im Zeitraum von 20 bis 24 Uhr. Wenn die Temperaturen Ende Oktober bzw. Dezember auf 4 bis 7 °C sinken, setzt die bis Februar/März andauernde Winterruhe ein.

## Belege
- Sergius L. Kuzmin: Die Amphibien Russlands und angrenzender Gebiete. (= Die Neue Brehm-Bücherei. Band 627). Westarp Wissenschaften, Magdeburg 1995, ISBN 3-89432-457-0, S. 174–179.